# Anita Hellström
Ingegärd Anita Hellström, senare Stockwell och Meredith, född 13 juni 1940 i Söderhamn, är en svensk simmare.
Hellström tävlade i frisim för SK Neptun. Hon deltog i Olympiska sommarspelen 1956 i och tävlade på 100 meter där hon slutade på 20:e plats med tiden 1.08,5. På 400 meter blev hon 23:a på 5.29,2. I lagkappen 4x100 meter fritt kom Sverige 6:a på 4.30,0 vilket var svenskt rekord. Anita Hellström simmade startsträckan och med i laget var även Birgitta Wängberg, Karin Larsson och Kate Jobson.